# 松尾城 (信濃国伊那郡)
松尾城（まつおじょう）は、長野県飯田市（信濃国伊那郡）にあった日本の城。小笠原氏の居城であった。

## 概要

### 小笠原家の拠点
小笠原氏は鎌倉時代に阿波国守護であったが、小笠原貞宗の代に建武の新政により信濃国守護となった。貞宗は伊那郡伊賀良荘の地頭で松尾出身と伝わり、松尾城は国府に近い筑摩郡井川館と並んで小笠原氏の重要拠点であったという。

### 小笠原家の分裂
応永7年（1400年）の大塔合戦で失った信濃守護を取り戻し、小笠原氏を再興した小笠原政康が嘉吉2年（1442年）に死去すると、政康の兄の子小笠原持長が家督相続を主張して内乱を起こし、文安3年（1446年）に政康の子小笠原宗康を漆田原の戦いで討ち取って南下し、国府を奪い府中（深志）小笠原氏となった。しかし、宗康は戦死前に伊那郡伊賀良荘松尾城に居た弟の松尾小笠原氏小笠原光康を後継者に定めており、これに対向した。
また、府中から光康の元に逃れた小笠原政秀（宗康の子）も鈴岡小笠原氏を起こし小笠原氏は３家に分裂した。政秀は、寛正2年（1461年）の光康の死により小笠原家の惣領の家督を継承したと見られ、小笠原清宗（持長の子）から府中を奪い返して、文明5年（1473年）には幕府から信濃国守護に任ぜられた。しかし、小笠原家をまとめ上げることはできず、小笠原長朝（清宗の子）を養子に迎え、再び家督を譲っている。
松尾小笠原氏の小笠原家長（光康の子）は政秀と共闘していたが、文明12年（1480年）に政秀と合戦となり戦死した。家長の子小笠原定基は明応2年（1493年）に政秀を暗殺し、鈴岡小笠原氏は滅亡した。

### 武田家、織田家の侵攻と転封
天文 (元号)3年（1534年）頃、松尾家の小笠原貞忠は府中家の小笠原長棟に敗れて甲斐国に逃れ、武田信玄に臣従したが、天文23年（1554年）武田氏の伊那侵攻で小笠原信貴・小笠原信嶺父子が信濃先方衆として活躍し、松尾城を回復した。
信嶺はその後、織田信長の甲州征伐の時には織田氏に降伏し、本能寺の変の後、徳川氏の家臣となった。徳川家康の関東移封の際、武蔵国本庄城に移り、松尾城は廃城となった。
主郭の標高は487メートル、本城跡は半島状の段丘に2つの郭で主要部が構成されている。現在、主郭と二の郭の一部が松尾鈴岡公園として整備されている。鈴岡小笠原氏の鈴岡城とは毛賀沢川を挟んで向かい側にある。

## 城主
- 小笠原光康
- 小笠原家長
- 小笠原定基
- 小笠原貞忠
- 小笠原信貴
- 小笠原信嶺